# Dennis Koehoorn
Dennis Koehoorn, znany jako Scope DJ (ur. 3 października 1982) – holenderski DJ i producent, wykonujący hardstyle. Od 2008 jest związany z wytwórnią Scantraxx Recordz. Występował na wielu festiwalach, m.in.  Defqon.1, Hardbass, Decibel, Q-Base, Reverze, In Qontrol, Tomorrowland, X-Qlusive, Rebirth, Fantasy Island, a także na Global Gathering, który ma miejsce w Polsce. Razem z DJ A-lusion tworzy duet Second Indetity. 

## Dyskografia
Źródło:
- A New Beginning (Rebirth Anthem 2013) (2013)
- Droid Web (2012)
- Scream For More (Fantasy Island Anthem 2012) (2012)
- Scantraxx 10 Years-Stream-04-15 (2012)
- Spark Of Life Web (2012)
- Into The Capital (Official Bassleader Anthem 2011) (2011)
- Stargazer Rock Hypnotic Again (2011 Refix) (2011)
- Hypersonic (2011)
- Wave Pattern Omniverse (2010)
- Scantraxx Special-(Di)-Stream-06-05-2010 (2010)
- Househeads Mashed Up Volume 1 (2010)
- Surreality (2009)
- Surreality The Portal-(Ssl007) (2009)
- Final Destination Tuned (2008)
- Rock Hypnotic-(Scantraxx035) (2008)
- Rock Hypnotic (2008)
- Lockdown Protocol (2007)
- Lockdown (2007)
- Protocol E.P PROMO (2007)